# All for You Tour
Pour les articles homonymes, voir All for You.
 (juillet 2018).
Si vous disposez d'ouvrages ou d'articles de référence ou si vous connaissez des sites web de qualité traitant du thème abordé ici, merci de compléter l'article en donnant les références utiles à sa vérifiabilité et en les liant à la section « Notes et références ».
Tournées par Janet Jackson
The Velvet Rope Tour
(1998-99) Rock Witchu Tour
(2008)
All for You Tour est une tournée mondiale de concerts de la chanteuse Janet Jackson ayant eu lieu en 2001 et 2002, accompagnant la sortie de son album All for You. La chanteuse s'est produit à travers 73 concerts (69 en Amérique du Nord et 4 au Japon). Au départ, la tournée devait s'étaler davantage à l'international, mais l'ensemble des 24 concerts européens programmés furent annulés en raison des risques d'attentats à la suite des évènements du 11 septembre 2001. Le dernier concert de la tournée se tint à Honolulu et fut retransmis sur la chaîne de télévision HBO.

## Liste des chansons
- Come On Get Up
- You Ain't Right
- All For You
- Love Will Never Do (Without You)
- Trust A Try
- Come Back To Me
- Let's Wait Awhile
- Again
- Runaway
- Miss You Much
- When I Think of You
- Escapade
- Son Of A Gun
- Got Til It's Gone
- That's The Way Love Goes
- What Have You Done for Me Lately
- Control
- Nasty
- Alright
- Would You Mind
- If
- Black Cat
- Rhythm Nation
- Doesn't Really Matter
- Someone To Call My Lover
- Together Again